# Ethmolaimus faeroeensis
Ethmolaimus faeroeensis is een rondwormensoort uit de familie van de Ethmolaimidae. De wetenschappelijke naam van de soort is voor het eerst geldig gepubliceerd in 1928 door Ditlevsen.